# Howard Zinn
Howard Zinn, född 24 augusti 1922 i Brooklyn i New York, död 27 januari 2010 i Santa Monica, Kalifornien, var en amerikansk historiker, statsvetare och författare.
Zinn är mest känd för boken Det amerikanska folkets historia. 
Han deltog i andra världskriget som bombflygare innan han utbildade sig till lärare. Han blev aktiv inom medborgarrättsrörelsen på 50-talet och var under 60- och 70-talen en framträdande kritiker av Vietnamkriget. Han var fram till slutet på sin karriär professor i statsvetenskap vid Boston University.

### Böcker
- Laguardia in Congress (1959) ISBN 0-8371-6434-6, ISBN 0-393-00488-0
- The Southern Mystique (1962) ISBN 0-89608-680-1
- SNCC: The New Abolitionists (1964) ISBN 0-89608-679-8
- New Deal Thought (editor) (1965) ISBN 0-87220-685-8
- Vietnam: The Logic of Withdrawal (1967) ISBN 0-89608-681-X
- Disobedience and Democracy: nine fallacies on law and order (1968) ISBN 0-89608-675-5
- The Politics of History (1970, 1990) ISBN 0-252-06122-5
- The Pentagon Papers: Critical Essays (editor, with Noam Chomsky) (1972)
- Justice in Everyday Life: the way it really works (editor) (1974) ISBN 0-89608-677-1
- Justice?: eyewitness accounts (1977) ISBN 0-8070-4479-2
- A People's History of the United States: 1492–Present (1980, revised 1995) ISBN 0-06-052837-0
  - Svensk översättning: Det amerikanska folkets historia: makten och medborgarna från Columbus till Clinton (översättning Gunnar Sandin, Kerstin Wallin, Manifest kulturproduktion i samarbete med Ordfront, 1999)
- Declarations of Independence: Cross-Examining American Ideology (1991) ISBN 0-06-092108-0
- Failure to Quit: Reflections of an Optimistic Historian (1993) ISBN 0-89608-676-3
- You Can't Be Neutral on a Moving Train: A Personal History of Our Times (1994) ISBN 0-8070-7127-7
  - Svensk översättning: Man kan inte vara neutral på ett tåg i rörelse (översättning Caj Lundgren, Karneval, 2010)
- The Zinn Reader: writings on disobedience and democracy (1997) ISBN 1-888363-54-1
- The Future of History (1999)
- Marx in Soho: A Play on History (1999) ISBN 0-89608-593-7
- Howard Zinn on History (2000) ISBN 1-58322-048-8
- Howard Zinn on War (2000) ISBN 1-58322-049-6
- Terrorism and War (2002) ISBN 1-58322-493-9
- Emma: a play in two acts about Emma Goldman, American anarchist (2002) ISBN 0-89608-664-X
- The Power of Nonviolence: writings by advocates of peace (2002) ISBN 0-8070-1407-9
- Three Strikes: miners, musicians, salesgirls, and the fighting spirit of labor's last century (2002) ISBN 0-8070-5013-X
- Artists in Times of War (2003) ISBN 1-58322-602-8
- The Twentieth Century: a people's history (2003) ISBN 0-06-053034-0
- Passionate Declarations: essays on war and justice (2003) ISBN 0-06-055767-2
- The People Speak: American Voices, Some Famous, Some Little Known (2004) ISBN 0-06-057826-2
- Voices of a People’s History of the United States (with Anthony Arnove, 2004) ISBN 1-58322-647-8
- Howard Zinn on Democratic Education (with Donald Macedo, 2004) ISBN 1-59451-055-5

### Förord och introduktioner
- Postwar America: 1945–1971 (by Jack P. Greene, 1973) ISBN 0-89608-678-X
- The Sixties Experience: hard lessons about modern America (by Edward P. Morgan, 1992) ISBN 1-56639-014-1
- From a Native Son: selected essays in indigenism, 1985–1995 (by Ward Churchill, 1996) ISBN 0-89608-553-8
- A People's History of the Supreme Court (by Peter H. Irons, 2000) ISBN 0-14-029201-2
- Silencing Political Dissent: how post-9-11 anti-terrorism measures threaten our civil liberties (by Nancy Chang, Center for Constitutional Rights, 2002) ISBN 1-58322-494-7
- You Back the Attack, We'll Bomb Who We Want (by Micah Ian Wright, 2003) ISBN 1-58322-584-6
- The Forging of the American Empire: from the Revolution to Vietnam, a history of US imperialism (by Sidney Lens, 2003) ISBN 0-7453-2100-3
- If You're Not a Terrorist…Then Stop Asking Questions! (by Micah Ian Wright, 2004) ISBN 1-58322-626-5